# 陳大章 (嘉靖進士)
陳大章（1532年—？），字祖堯，浙江寧波府鄞縣人，民籍，明朝政治人物。

## 生平
嘉靖三十四年（1555年）乙卯科浙江鄉試第十七名舉人，四十一年（1562年）中式壬戌科會試第七十八名，二甲第二十一名進士。官至南昌府同知。

## 家族
曾祖陳懃，府經歷；祖父陳璇，義官；父陳藩。前母董氏；母柴氏。具慶下。弟陳大韶、陳大夏。